# Tam thế duyên
Tam thế duyên (giản thể: 情逆三世缘; phồn thể: 情逆三世緣; bính âm: qíng nì sānshì yuán) là một bộ phim truyền hình TVB Hong Kong 2013 với sự tham gia của Âu Dương Chấn Hoa và Quan Vịnh Hà.
Phim xoay quanh chuyện tình cảm trải qua ba đời, từ Triều đại nhà Tống ở thế kỷ 13 cho đến Hong Kong thời thập niên 1950 và thời hiện đại. Phim đánh dấu sự tái hợp của một trong những Cặp đôi kinh điển của TVB, Âu Dương Chấn Hoa và Quan Vịnh Hà, sau hơn 10 năm.

## Nội dung
Trong lúc làm nhiệm vụ, một thanh tra cảnh sát, Circle (Âu Dương Chấn Hoa) đã vô tình giết chết bạn gái của mình là Phoenix (Quan Vịnh Hà). Vì quá đau lòng, linh hồn của anh đã quay ngược thời gian trở về thời nhà Tống và nhập vào thân xác của Bao Công. Anh vô tình quen biết với Hàn Sương Sương (Quan Vịnh Hà), người có dung mạo y hệt như Phoenix. Họ lại một lần nữa yêu và đính ước với nhau. Tuy nhiên, cuộc tình của họ đã bị Cao Kế An, một người yêu thầm Sương Sương từ nhỏ ra tay cản trở. Sương Sương vì muốn bảo vệ Bao Công đã chấp nhận thề độc sẽ không bao giờ yêu Bao Công nữa, nếu làm trái lời nguyền sẽ phải chết dưới tay người mình yêu, lời nguyền kéo dài 3 kiếp, đồng thời vì nhận tội thay Bao Công mà bị xử trạm.
Một lần nữa chứng kiến người mình yêu chết dưới tay mình, linh hồn của Circle lại tiếp tục vượt thời gian đến thời thập niên 50, nhập vào thân xác của Hoa Long Tiêu, cũng là một thanh tra cảnh sát. Còn Phoenix giờ đây đã trở thành vợ của một tên trùm xã hội đen, Điền Thu Phụng, và đối đầu với cảnh sát. Trải qua nhiều sóng gió, cuối cùng những nghi ngờ đã được hóa giải và cả hai một lần nữa lại phải lòng nhau. Nhưng lời nguyền tàn khốc vẫn còn đeo đuổi theo 2 người bắt Điền Thu Phụng phải chết trước mặt Hoa Long Tiêu.
Nhưng cuối cùng Circle đã khám phá ra bí mật phía sau lời nguyền và anh được trao cho cơ hội lần thứ 2 trở về thời hiện tại để cứu Phoenix.

## Nhân vật

### Nhân vật chính
Âu Dương Chấn Hoa vai Bao Thanh Thiên (thế kỷ 13) / Hoa Long Tiêu, trưởng ti cảnh sát (thập niên 1950s) / Circle Viên Kim Xương, thanh tra cảnh sát của CIB (thời hiện đại)
Quan Vịnh Hà vai Hàn Sương Sương, một nữ học sĩ uyên bác (thế kỷ 13) / Điền Thu Phụng, vợ của bang chủ Tào Bang (thập niên 1950s) / Phoenix Dương Tịch Tuyết, người dẫn chương trình truyền hình (thời hiện đại)

### Thời Nhà Tống (Tập 1 - 13)
Huỳnh Trí Hiền vai Cao Kế An, bạn thời thơ ấu của Sương Sương
Tưởng Chí Quang vai Công Tôn Sách
Viên Vỹ Hào vai Triển Chiêu
Câu Vân Tuệ vai Khánh Thọ Công Chúa
Cổ Hiểu Thần vai Hiền Phi
Dương Tú Huệ vai Thục Phi
Hàn Mã Lợi vai Hàn Đan

### 1950s (Tập 13 - 30)
Huỳnh Trí Văn vai Điền Thu Nhạn, em gái ruột của Điền Thu Phụng, vũ công
Ngao Gia Niên vai Viên Quy, một sĩ quan cảnh sát và người dẫn chương trình radio (1950s), cha của Viên Kim Xương (hiện đại)
Chu Lệ Thần vai Lâm Diễm Phương, một vũ công (1950s) và sau này là mẹ của Viên Kim Xương (hiện đại)
Quách Chính Hồng vai Tào Báo, phó bang chủ Tào Bang
Thẩm Chấn Hiên vai Lưu Toàn, sĩ quan cảnh sát
Trịnh Tử Thành vai Chung Chí Kỳ

## Rating
| Tuần | Tập    | Ngày                    | Điểm trung bình | Điểm cao nhất |
| 1    | 01－05 | 12-16 tháng 8 năm 2013  | 28              | 31            |
| 2    | 06－10 | 19- 23 tháng 8 năm 2013 | 26              | 29            |
| 3    | 11－15 | 26-30 tháng 8 năm 2013  | 28              | 31            |
| 4    | 16－19 | 2- 5 tháng 9 năm 2013   | 29              | 31            |
| 5    | 20－24 | 9-13 tháng 9 năm 2013   | 24              | 27            |
| 6    | 25－29 | 16-20 tháng 9 năm 2013  | 24              | 27            |
| 6    | 30     | 21 tháng 9 năm 2013     | 24              | 26            |
| 6    | 31     | 22 tháng 9 năm 2013     | 36              | 37            |